# Paul Florensky
Paul Florensky (en russe : Павел Александрович Флоренский, Pavel Aleksandrovitch Florenski ; 9 janvier 1882 - 8 décembre 1937) est un théologien orthodoxe russe, philosophe, mathématicien, inventeur et ce que, dans l'orthodoxie, l'on appelle un néo-martyr.

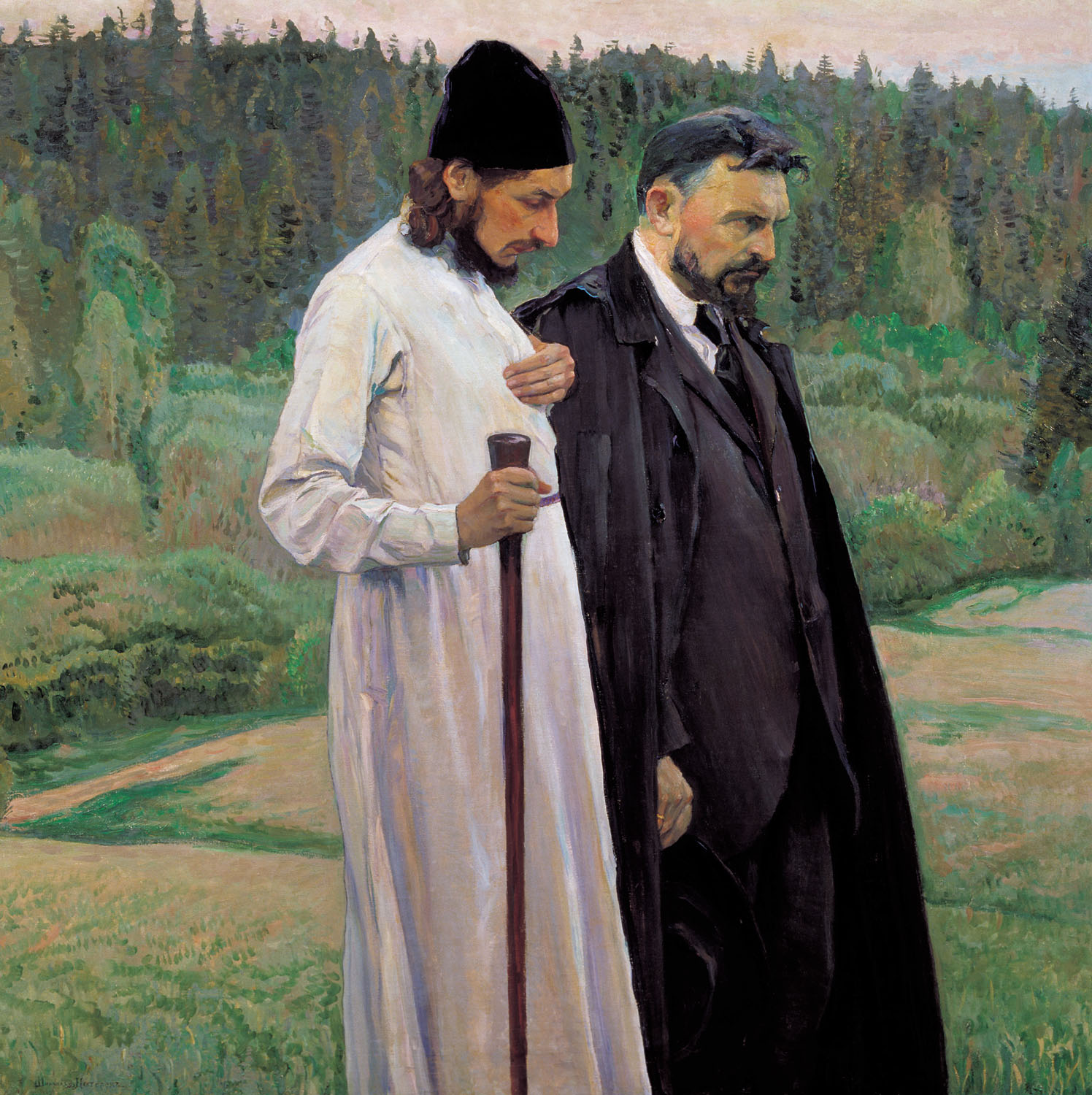
Portrait des philosophes russes Pavel Florensky et Sergei Bulgakov, Mikhaïl Nesterov (1917), galerie Tretiakov, Moscou.

Il fut parfois comparé par ses contemporains à Léonard de Vinci du fait de l'étendue des domaines auxquels il s'intéressait et dans lesquels il excellait,, et à Blaise Pascal.
Défenseur en peinture de la perspective inversée, il est souvent cité par le peintre britannique contemporain David Hockney.

## Biographie
Pavel Alexandrovitch Florensky est né le 9 janvier 1882, premier enfant  d'Alexandre Ivanovitch Florensky ingénieur, construisant un tronçon du Chemin de Fer du Caucase, à Ievlakh localisée dans l'ouest de l'Azerbaïdjan actuel. Son grand-père Ivan était médecin militaire, fils d'un prêtre orthodoxe. Sa mère, Olga (Salomia) Saparova (Saparian), est issue de la noblesse arménienne de Géorgie,. Après avoir terminé ses études avec la médaille d'or au IIe Gymnase Classique de Tiflis en 1899, il entre au Département de Mathématiques de l'Université Impériale de Moscou, tout en étudiant parallèlement la philosophie.
Une fois achevées ses études à l'Université Impériale de Moscou en 1904, Florensky refuse un poste d'enseignant à l'université et choisit de continuer à étudier la théologie à l'Académie ecclésiastique de Moscou, sise à Serguiev Possad. En collaboration avec ses camarades d'études Vladimir Ern, Valentin Sventsitsky et Brikhnitchev, il fonde une association, l'Union du combat chrétien (Союз Христиaнской Борьбы, Soïouz Khristianskoï Bor'by), avec la visée révolutionnaire de reconstruire la société russe selon les principes de Vladimir Soloviev. Il est arrêté en 1906 pour avoir écrit et diffusé un texte contre la peine de mort, intitulé "Le Cri du Sang", contre l'exécution du Lieutenant (Enseigne de Vaisseau) Schmidt. Condamné à 3 mois de prison, il est libéré au bout de quelques jours à l'intervention du recteur de l'Académie de Théologie et d'autres personnes. Il perd ensuite tout intérêt pour le Mouvement du christianisme radical.
Son goût le porte à s'intéresser, pendant ses études à l'Académie ecclésiastique, à la philosophie, à la religion, à l'art et au folklore. Il fréquente les symbolistes russes. C'est en 1903 que commence son amitié avec Andreï Biély, qui est le fils de son professeur de mathématiques à l'Université Nikolaï Bougaïev  et qu'il publie des travaux dans des revues, telles que Nouvelle Voie (Новый Путь) et Balance (Весы). Il commence aussi à élaborer son travail philosophique le plus important : La Colonne et le fondement de la vérité : un essai sur la théodicée orthodoxe en douze lettres. Le livre est publié dans son intégralité seulement en 1914, mais la plus grande partie À propos de la Vérité spirituelle constitue son travail de fin de ses études à l'Académie en 1908.
Le 25 août 1910, il épouse Anna Mikhaïlovna Giatsintova qui lui donnera trois fils et deux filles. Il est ordonné prêtre en 1911. Il publie des travaux en philosophie, en théologie, en théorie de l'art, en mathématiques et, après la révolution bolchevique, en électrodynamique. Entre 1911 et 1917, il est rédacteur en chef de la publication de théologie orthodoxe la plus autorisée à l'époque, Bogoslovsky Vestnik Le Messager Théologique de l'Académie Ecclésiastique de Moscou. Il est proche de l'écrivain inclassable Vassili Rozanov. À la veille de sa mort, à Serguiev Possad en janvier 1919, Florensky lui portera les derniers sacrements et plus tard dans sa correspondance avec sa famille, il considérera Rozanov comme l'un des très rares authentiques génies qu'il connût avec André Biely.
Après la Révolution d'Octobre, il formule sa position comme suit : 

« J'adhère à une vision philosophique et scientifique du monde que j'ai développée et qui contredit l'interprétation vulgaire du communisme... mais cela ne m'empêche pas de travailler honnêtement au service de l'État. »

Après la fermeture, par les bolcheviques, de la Laure de la Trinité-Saint-Serge (avril 1919) et des églises de Serguiev Possad (1921), dont celle où il était prêtre, il part pour Moscou, afin de travailler à l'organisation du Plan d'État pour l'Électrification de la Russie (GOELRO), sur la recommandation de Léon Trotsky. Ce dernier est fermement convaincu de la capacité de Florensky à aider le gouvernement à électrifier les zones rurales de Russie. Selon le témoignage de contemporains, la vision de Florensky en soutane de prêtre, travaillant aux côtés des autres chefs du département gouvernemental, était remarquable. De 1921 à 1924 il enseigna au Vkhoutemas. "Ateliers supérieurs artistiques et techniques", où les constructivistes et les militants du "Front gauche de l'art" (LEF) lui menèrent la vie dure.
En 1919, il travaille aussi en parallèle comme secrétaire scientifique de la Commission pour la sauvegarde des chefs-d’œuvre artistiques de la Laure de la Trinité Saint-Serge et publie des travaux sur l'art russe ancien. Avec son collègue à la Commission, le comte Youri Alexandrovitch Olsoufiev, il sauve de la profanation une précieuse relique : la tête de saint Serge de Radonège qui ne sera remise en place qu'à la réouverture de la Laure en 1946.
En 1924, il publie une monographie sur les diélectriques, Dans la seconde moitié des années 1920, il travaille principalement sur la physique et l'électrodynamique, publiant son ouvrage principal de « science pure », Les Nombres imaginaires en géométrie, consacré à l'interprétation géométrique de la théorie de la relativité d'Albert Einstein. Il déclare, entre autres choses, que la géométrie des nombres imaginaires prévue par la théorie de la relativité pour un corps se déplaçant à une vitesse supérieure à celle de la lumière est la géométrie du royaume de Dieu.
En 1928, Florensky est exilé pour trois ans à Nijni Novgorod. Sur l'intervention d’Ekaterina Pechkova, l'ex-épouse de Maxime Gorki, Florensky est autorisé après quelques mois à revenir à Moscou ; mais il est de nouveau arrêté en 1933 et condamné à dix ans au Goulag, selon l'article cinquante-huit du code pénal soviétique (paragraphes dix et onze : « activités antisoviétiques » et « publication d'écrits anti-soviétiques »). On lui reprochait sa monographie sur la théorie de la relativité, publiée douze ans plus tôt, mais surtout le fait d'être prêtre et de ne pas avoir renoncé à l'état sacerdotal.
Déporté en Sibérie, à Skovorodino, sur la BAM (ligne Baïkal-Amour), au Nord du Transsibérien, en 1934 il se passionne pour l'étude du permafrost (sur lequel les rails du train sont fixés) et en particulier des cristaux de glace. En août 1934, alors que sa femme et ses trois cadets sont venus le voir, il est embarqué pour un long voyage jusqu’à Kem en Carélie soviétique, et après une traversée cauchemardesque en mer Blanche, pour la grande île de l'archipel des Solovki où il arrive en octobre 1934.  À partir de matériaux de rebut il bâtira Iodprom, une usine pour extraire l'iode des algues. Avec l'agar-agar, autre substance extraite des algues, il fera des plats en gelée, des enduits pour imperméabiliser les bottes, des colles, il donnera des cours sur la technologie des algues et le calcul vectoriel, etc. , etc.
Sa dernière lettre date de juin 1937; après cela le camp du goulag de Solovki sera vidé pour laisser place aux cadets de la Marine. De grands convois de prisonniers seront ramenés sur le continent pour y être exécutés. Un tribunal de trois juges (osobaïa troïka) le condamne à mort le 25 novembre 1937.
En 1956, les autorités soviétiques ont délivré un certificat de décès affirmant que Florensky était mort le 15 décembre 1943 (lieu de décès non-mentionné), mais les archives du NKVD, après la dislocation de l'Union soviétique, ont révélé que l'information était fausse : Florensky a été exécuté avec 508 autres, probablement au polygone de Toksovo, en tous cas non loin de Léningrad, le 8 décembre 1937 (Voir le certificat de décès dans les Lettres de Solovki, page 653) et son corps jeté dans une fosse commune non loin de là, probablement à Koirangakangas, qui est devenu un lieu de mémoire.
Florensky avait prédit qu'il avait 50 ans d'avance sur son temps, d'où sa position inconfortable, et que plus tard on chercherait miette par miette les fragments de ce qui avait été détruit (Lettre 52 à sa femme, op.cit., p. 325).
En 1982, la première conférence scientifique sur Florensky a célébré à la Laure de la Trinité-Saint Serge, dans les locaux de l'Académie de Théologie, le centenaire de sa naissance. En janvier 1988, la première conférence internationale a eu lieu en Italie, à Bergame à l'initiative du Pr Nina Kautschischwili. Chaque année des nouveaux textes de lui sont publiés à l'initiative de ses petits-fils entourés d'un groupe de spécialistes.

### Publications de Florensky en français
- La Colonne et le fondement de la vérité : essai d'une théodicée orthodoxe en douze lettres, Lausanne, Suisse, Éditions L'Âge d'Homme, 1994, 508 p. (ISBN 978-2-8251-0489-7, lire en ligne)
- Le Sel de la terre, Lausanne, Suisse, Éditions L'Âge d'Homme, coll. « Petite bibliothèque slave », 2003, 152 p. (ISBN 978-2-8251-1703-3, lire en ligne)
- Souvenirs d'une enfance au Caucase, Lausanne, Suisse, Éditions L'Âge d'Homme, coll. « Au cœur du monde », 2005, 284 p. (ISBN 978-2-8251-1860-3, lire en ligne)
- Hamlet : Précédé de Out of Joint (trad. Evdokiya Sichov), Paris, Allia, 2006, 96 p. (ISBN 2-84485-225-4, lire en ligne)
- La Géhenne, Lausanne, Suisse, Éditions L'Âge d'Homme, coll. « Archipel slave », 2010 (ISBN 978-2-8251-1225-0)  Ceci est en fait la lettre VIII de La Colonne.
- Stupeur et dialectique, Paris, Rivages, coll. « Bibliothèque Rivages », 2012, 94 p. (ISBN 978-2-7436-2396-8)
- Perspective inversée, iconostase, Lausanne, Suisse, L'Âge d'Homme, 1992, 218 p. (ISBN 978-2-8251-0096-7, lire en ligne)
- La Perspective inversée (trad. Olivier Kachler), Paris, Éditions Allia, 2021 (1re éd. 2013), 112 p. (ISBN 979-10-304-1638-1)
- Lettres de Solovki, Lausanne, Suisse, Éditions L'Âge d'Homme, coll. « Classiques slaves », 2012, 749 p. (ISBN 978-2-8251-4156-4) dont la traduction en français par Françoise Lhoest a été récompensée par le Prix Russophonie 2014
- Les Imaginaires en géométrie, Bruxelles, Belgique, Éditions Zones sensibles, 2016, 130 p. (ISBN 978-2-930601-24-3), traduction de Françoise Lhoest et Pierre Vanhove. Préface de Cédric Villani.
- La Sophie : L'idée de la Sagesse de Dieu, Mimésis, coll. « Philosophie », 2022 (1re éd. 1914) (ISBN 978-88-6976-214-7)
- La Nature magique de la parole, Paris, Rivages, 2022, traduit et préfacé par Rambert Nicolas  (ISBN 978-2-7436-5573-0).

### Ouvrages concernant Florensky
- Renato Betti (trad. de l'italien par Laurent Mazliak, préf. Laurent Mazliak, postface Anne-Françoise Schmid), Les mathématiques comme habitude de pensée : Les idées scientifiques de Pavel Florenski [« La matematica come abitudine del pensiero. Le idee scientifiche di Pavel Florenskij »], Besançon, Presses universitaires de Franche-Comté, coll. « Sciences : concepts et problèmes », 17 novembre 2022, 1re éd., 174 p. (ISBN 978-2-84867-942-6, DOI 10.4000/books.pufc.47234, lire en ligne)
- Jean-Michel Kantor, Loren Graham, Au nom de l'infini, une histoire vraie de mysticisme religieux et de création mathématique, Belin, Pour la science, 2010,  (ISBN 9782842451073), 286 p.
- Milan Zust. À la recherche de la Vérité vivante, L’expérience religieuse de Pavel A. Florensky. Editions Lipa (Rome), 2002.  (ISBN 88-86517-70-X), 394 p.

### Articles liés
- Vladimir Soloviev
- Serge Boulgakov
- Théophile d'Antioche
- Daniel Andreiev
- Sophiologie